# Hausen (Neuwied járás)
Hausen település Németországban, Rajna-vidék-Pfalz tartományban. Lakosainak száma 1931 fő (2023. december 31.).

## Szomszédos községek
- Roßbach (Wied) (észak)
- Waldbreitbach (északkelet)
- Niederbreitbach (kelet)
- Datzeroth (dél)
- Rheinbrohl (délnyugat)
- Bad Hönningen (nyugat)
- Leubsdorf (északnyugat)
- Dattenberg (északnyugat)

## Népesség
A település népességének változása:
| Lakosok száma | 1979 | 1877 | 1891 | 1857 | 1903 | 1931 |
|               | 1975 | 2017 | 2019 | 2021 | 2022 | 2023 |